# De Kronieken van Narnia: De leeuw, de heks en de kleerkast (soundtrack)
De Kronieken van Narnia: De leeuw, de heks en de kleerkast is de soundtrack van de Britse film De Kronieken van Narnia: De leeuw, de heks en de kleerkast. Het album werd gecomponeerd door Harry Gregson-Williams en kwam uit op 13 december 2005, een paar dagen na de film.
De filmmuziek op het album werd in 2006 ook genomineerd voor een Golden Globe en in 2007 voor een Grammy Award.

## Tracklijst
1. "The Blitz, 1940" – 2:32
2. "Evacuating London" – 3:38
3. "The Wardrobe" – 2:54
4. "Lucy Meets Mr. Tumnus" – 4:10
5. "A Narnia Lullaby" – 1:12
6. "The White Witch" – 5:30
7. "From Western Woods to Beaversdam" – 3:34
8. "Father Christmas" – 3:20
9. "To Aslan's Camp" – 3:12
10. "Knighting Peter" – 3:48
11. "The Stone Table" – 8:06
12. "The Battle" – 7:08
13. "Only the Beginning of the Adventure" – 5:32
14. "Can't Take It In" (Imogen Heap) – 4:42
15. "Wunderkind" (Alanis Morissette) – 5:19
16. "Winter Light" (Tim Finn) – 4:13
17. "Where" (Lisbeth Scott) – 1:54

## Hitnoteringen

### VlaamseUltratop 100Albums
| Hitnotering: 14-01-2006 t/m 11-02-2006 | Hitnotering: 14-01-2006 t/m 11-02-2006 | Hitnotering: 14-01-2006 t/m 11-02-2006 | Hitnotering: 14-01-2006 t/m 11-02-2006 | Hitnotering: 14-01-2006 t/m 11-02-2006 | Hitnotering: 14-01-2006 t/m 11-02-2006 | Hitnotering: 14-01-2006 t/m 11-02-2006 |
| Week:                                  | 1                                      | 2                                      | 3                                      | 4                                      | 5                                      |                                        |
| -------------------------------------- | -------------------------------------- | -------------------------------------- | -------------------------------------- | -------------------------------------- | -------------------------------------- | -------------------------------------- |
| Positie:                               | 84                                     | 72                                     | 63                                     | 84                                     | 100                                    | uit                                    |

### NPO Klassiek Filmmuziek Top 200
| Als The Chronicles of Narnia in de NPO Klassiek Filmmuziek Top 200 | Als The Chronicles of Narnia in de NPO Klassiek Filmmuziek Top 200 | Als The Chronicles of Narnia in de NPO Klassiek Filmmuziek Top 200 |
| Jaar                                                               | 2024                                                               | 2025                                                               |
| ------------------------------------------------------------------ | ------------------------------------------------------------------ | ------------------------------------------------------------------ |
| Positie                                                            | 141                                                                | 133                                                                |